# 基山車站
基山車站（日语：〔〕／ Kiyama eki */?）是位於日本佐賀縣三養基郡基山町，由九州旅客鐵道（JR九州）與甘木鐵道共用的鐵路車站。本站是JR九州主幹線鹿兒島本線與當地第三部門鐵路業者甘木鐵道甘木線的交會車站，也是甘木線的西邊起點車站。
此站基本上是平面車站，但有部分站房設置於跨線天橋之上，其中JR所屬的檢票口也位於天橋上，但甘木鐵道所屬的月台區卻採用沒有檢票口可以自由進出的設計。

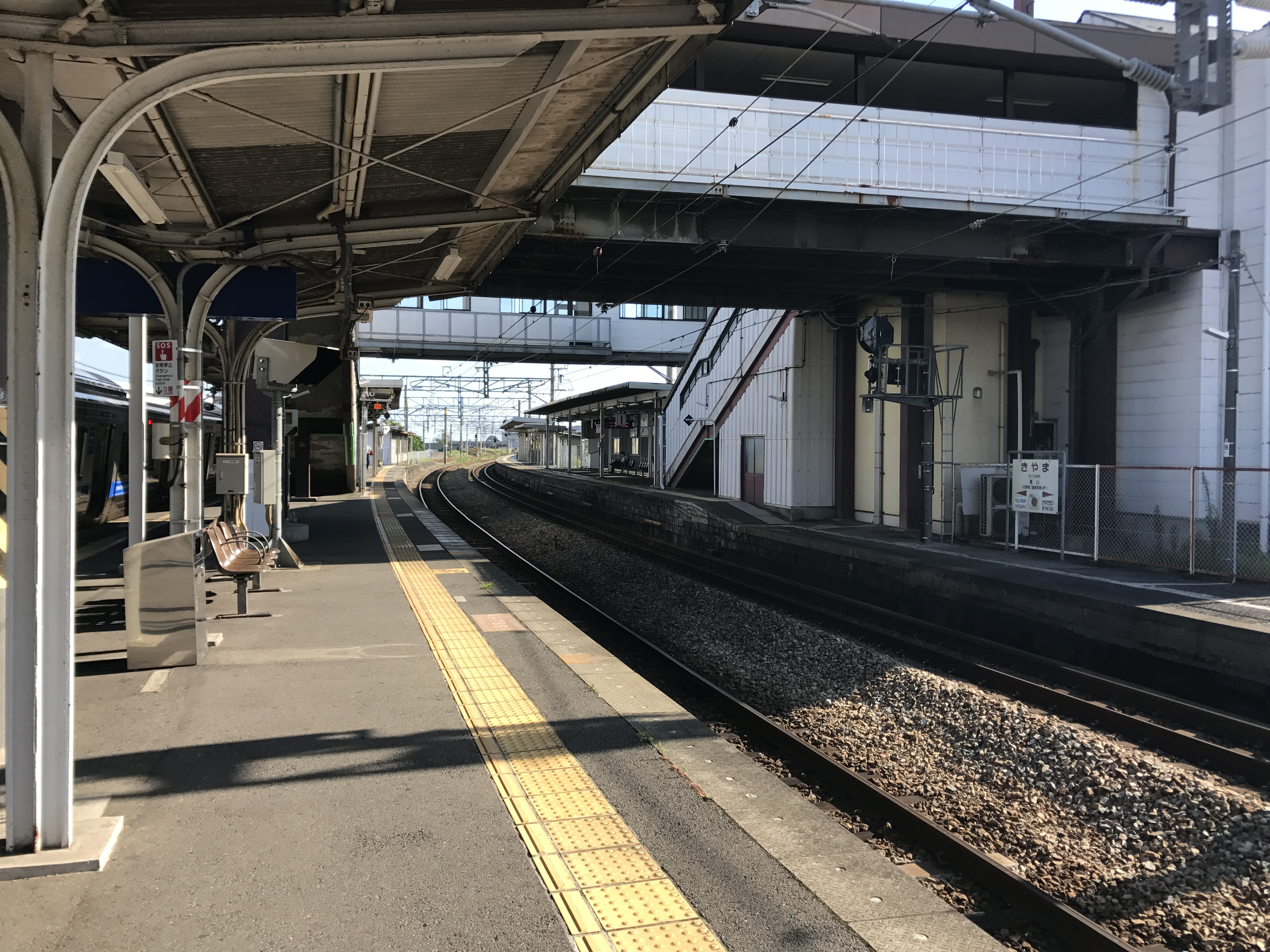
月台(2017年8月)

## 車站結構

### JR九州
本站為側式月台1面1線和島式月台1面2線，並設有跨站式站房的地面車站。

#### 月台配置
| 月台 | 路線       | 方向 | 目的地                   | 備註                      |
| ---- | ---------- | ---- | ------------------------ | ------------------------- |
| 1、2 | 鹿兒島本線 | 上行 | 博多、赤間、小倉方向     | 2號月台是上下共用的待避線 |
| 2、3 | 鹿兒島本線 | 下行 | 鳥栖、久留米、大牟田方向 | 2號月台是上下共用的待避線 |

## 历史
- 1921年4月1日 - 以鐵道省木山口信號場的身份啟用。
- 1921年8月5日 - 基山車站正式設站。
- 1939年4月28日 - 甘木線開通。
- 1986年4月1日 - 原本為日本國有鐵道所屬的甘木線，轉移由第三部門鐵路業者甘木鐵道接收。
- 1987年4月1日 - 日本國鐵分割民營化，國鐵基山車站的營運轉由JR九州繼承。

## 相鄰車站
九州旅客鐵道
 鹿兒島本線
■快速、■区間快速
原田（JB10）－基山（JB12）－鳥栖（JB15）
■區間快速（一部分列車）、■普通
櫸木臺（JB11）－基山（JB12）－彌生丘（JB13）
甘木鐵道
甘木線
基山－立野

## 外部連結
- （日語）基山車站（JR九州） （页面存档备份，存于）
- （日語）甘铁代理商

33°25′15″N 130°31′56″E / 33.42083°N 130.53222°E